# Биг Билл Брунзи
Биг Билл Бру́нзи (англ. Big Bill Broonzy, наст. имя: Ли Ко́нли Брэ́дли (англ. Lee Conley Bradley); 26 июня 1903, США — 14 или 15 августа 1958) — американский блюзовый певец, гитарист, автор-исполнитель. В 1980 году был включён в Зал славы блюза. Его долгая и яркая карьера делает его одним из немногих ключевых артистов сыгравших важную роль в развитии блюза в XX веке.
Записал сотни песен, многие из которых (например, «All by Myself» и «Key to the Highway») теперь являются классическими, стандартными номерами в этом жанре. Его обширное творчество стало одним из основных «кирпичиков» в фундаменте того блюза, каким мы его слышим сегодня.
Творчество певца обычно относят к фолк-музыке. Говорят, что, когда Брунзи спрашивали, являются его песни фолком или не являются, он отвечал: «Я так предполагаю, что все песни — фолк-песни. По крайней мере, я никогда не слышал, чтобы их пела лошадь». В 1963 году журнал «Билборд» привёл имя Биг Била Брунзи как основной пример одного из «подлинных» фолк-артистов — тех, которые выросли, слушая фолк-музыку, и которые просто не умеют петь по-другому. (В противоположность второму типу артистов, — которые стали в жанре фолк работать намеренно, после изучения его традиций, — и третьему типу — которые просто поют песни, относящиеся к жанру фолк, без попыток звучать «аутентично».).

## Дискография
- См. «Big Bill Broonzy § Discography» в англ. разделе.

## Комментарии
1. ↑  По-английски слово «folk» в качестве определения означает «народный» или «человеческий»

## Доп. литература
- Riesman, Bob. I Feel So Good: The Life and Times of Big Bill Broonzy (University of Chicago Press; 2011) ISBN 978-0-226-71745-6 См. описание книги на сайте University of Chicago Press.